# Matti Visanti
Matti August Visanti (till 1936 Björklund), född 31 maj 1885 i Uleåborg, död 25 november 1957 i Helsingfors, var en finländsk arkitekt, skulptör och grafiker. Han var far till Markus Visanti.
Visanti studerade konst i Helsingfors 1904–1905 och i Åbo 1908–1910. Han bedrev egen arkitektverksamhet i Vasa 1916–1932. Han ritade ett stort antal kyrkor och andra byggnader, men även en lång rad minnesmärken och hjältegravsmonument i hela Finland. Efter att ha hållit sin första utställning i Åbo 1907 höll han utställningar i flera europeiska huvudstäder. Han illustrerade även en rad bokverk, bland annat Kalevala, Kanteletar och böcker av Aleksis Kivi. Många av hans verk finns numera i Ateneum och Alvar Aaltomuseet i Jyväskylä.